# Allel letalny

Szachownica Punnetta przedstawiająca recesywny allel letalny genu agouti u myszy

Allel letalny – allel, którego wystąpienie powoduje śmierć noszącego go organizmu. Powstaje on zazwyczaj wskutek mutacji genów odpowiedzialnych za wzrost lub rozwój.
Allel letalny recesywny powoduje śmierć homozygot recesywnych. W niektórych przypadkach może on wpływać również na fenotyp heterozygot. Przykładowo, na ilustracji obok, myszy o żółtej barwie futra są szczególnie podatne na cukrzycę oraz otyłość.
Allel letalny dominujący powoduje śmierć homozygot dominujących oraz heterozygot. Allel ten występuje w populacji rzadko, ponieważ zazwyczaj doprowadza on do śmierci organizmu zanim ten zdąży przekazać swoje geny potomstwu.
Allel letalny zależny (od warunków) prowadzi do śmierci organizmu wyłącznie w wyniku odpowiedzi na pewne zewnętrzne czynniki środowiskowe. Przykładem może być fawizm (niedobór dehydrogenazy glukozo-6-fosforanowej) prowadzący do śmiertelnych niedokrwistości hemolitycznych u osoby dotkniętej tym schorzeniem, która spożyła bób.